# Heyroth

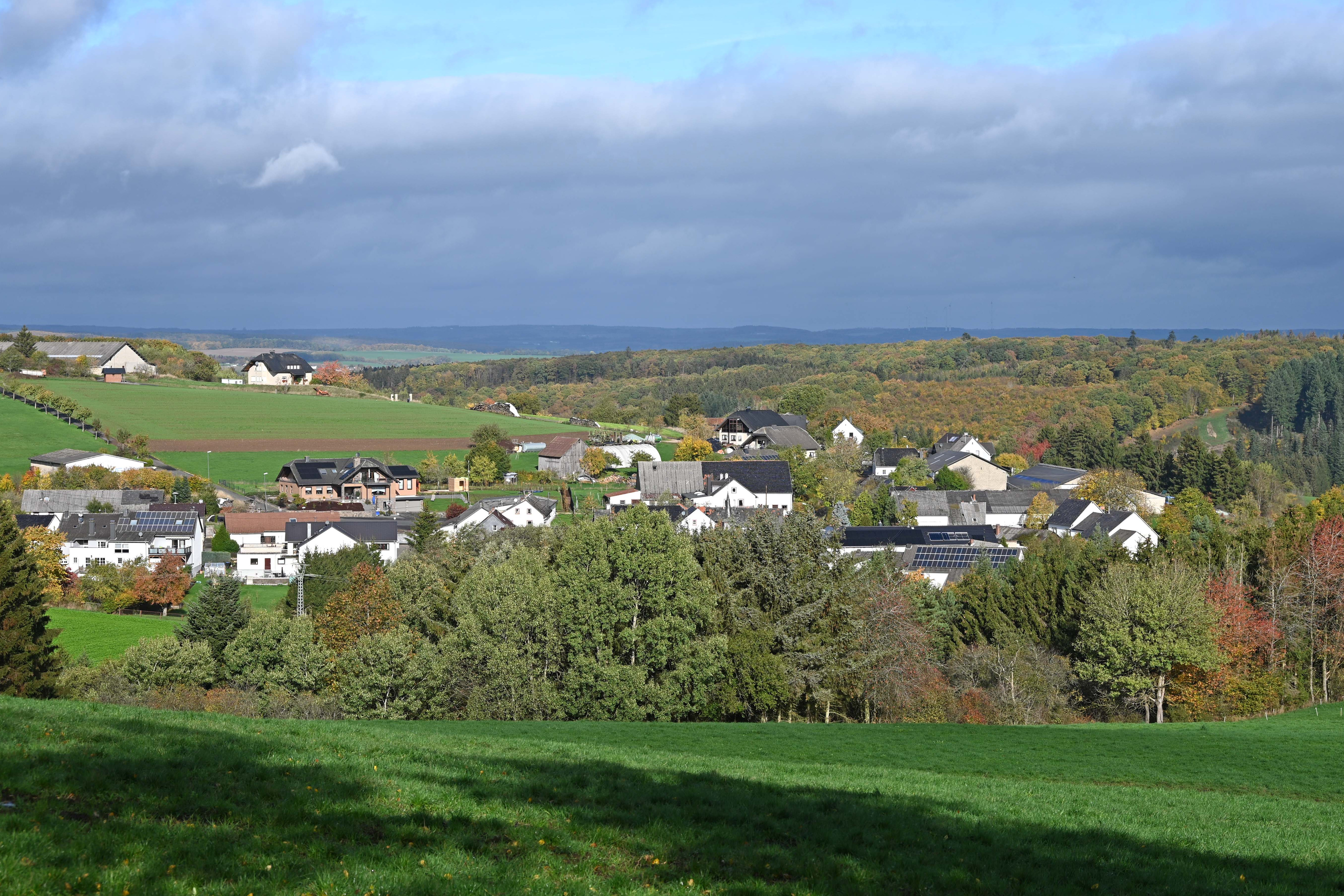
Heyroth, Ortslage von Süden

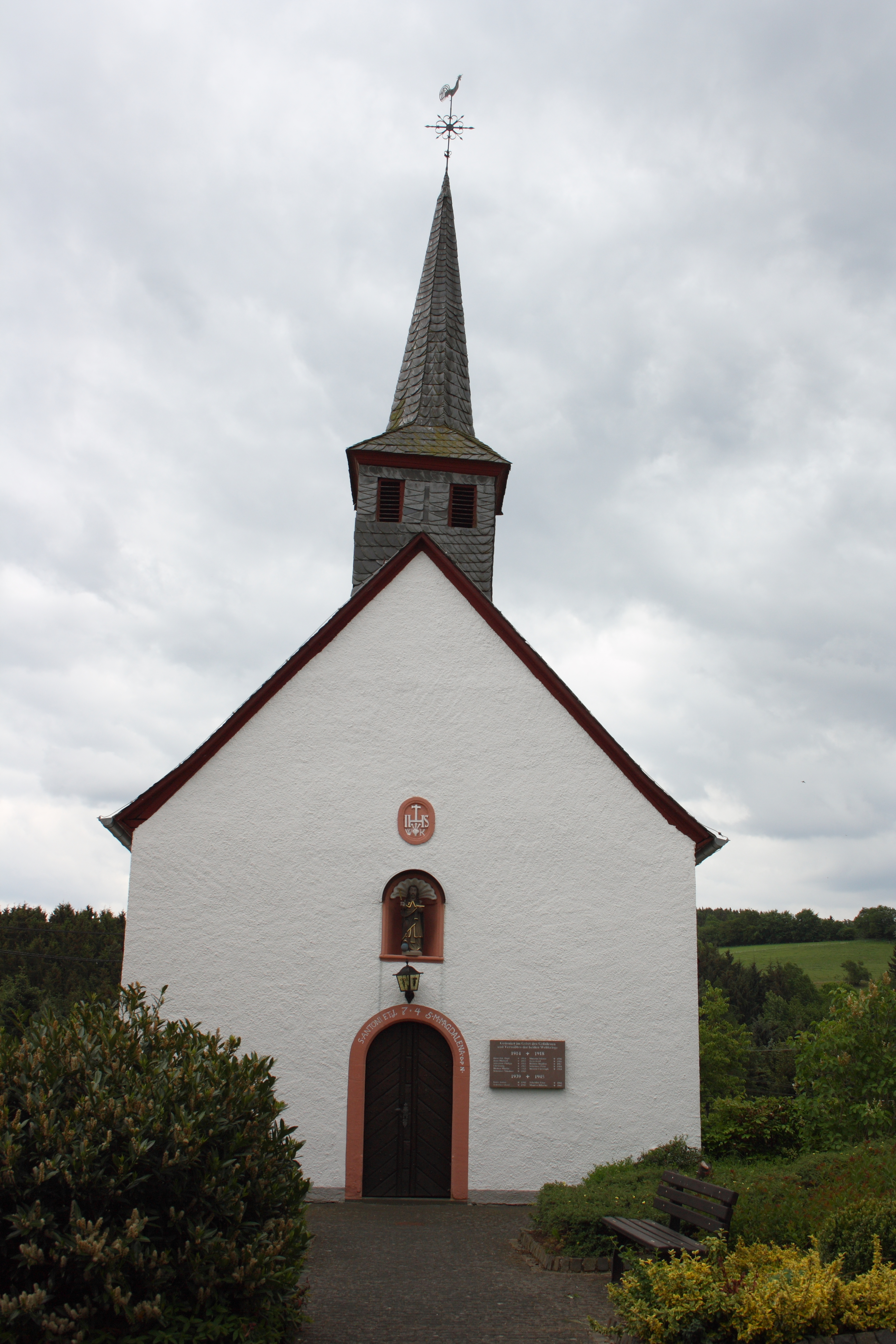
Kapelle St. Antonius in Heyroth

Heyroth mit dem Weiler Heidehof ist ein Ortsteil der Ortsgemeinde Üxheim (Landkreis Vulkaneifel) in Rheinland-Pfalz mit etwa 90 Einwohnern.

## Lage
Die Ortschaft befindet sich in der Vulkaneifel nahe der Grenze zu Nordrhein-Westfalen. Üxheim befindet sich etwa 6 Kilometer nordwestlich, Daun 11 km südlich und die Stadt Trier gut 60 km südwestlich. (Entfernungsangaben in Luftlinie)
Der Ort liegt zurückgesetzt auf dem Sporn zwischen den Tälern des Ahr-Zuflusses Ahbach im Westen, dessen rechten Zuflusses  Grünbach im Nordosten sowie des Grünbach-Zuflusses Stillbach im Osten. Das Ortszentrum liegt am grünbach- und stillbachseitigen Hang auf einer Höhe von etwa 475–485 m ü. NHN. Östlich des kleinen Stillbach-Taleinschnitts steht weniger als 300 Meter entfernt in etwa gleicher Höhe einzeln der Heidehof am Gegenhang, während die höchsten Häuser am westlichen Ortsrand  etwa 520 m ü. NHN erreichen. Das Gelände steigt vor dem Wiederabfall ins Ahbach-Tal an einer Kuppe im Wald noch bis auf 549 m ü. NHN an.
Gut anderthalb Kilometer im Süden und jenseits der Gemarkungsgrenze zu Oberehe-Stroheich erhebt sich der Vulkankegel Reinertsberg bis auf 610 m ü. NHN, dessen Kuppe als Naturdenkmal ausgewiesen ist.

## Geschichte
Der genaue Entstehungszeitraum des Ortes ist nicht bekannt. Die Endung „-roth“ ist ein Rodungsname und deutet auf eine Rodung als Ursprung hin. Eine Urkunde, die eine Kapelle in einem Ort „Roth“ nennt, bei dem es sich wohl um das heutige Heyroth handelt, ist auf das Jahr 1303 datiert.
Heyroth gehörte bis Ende des 18. Jahrhunderts zur reichsunmittelbaren Herrschaft Kerpen, die im Besitz der Herzöge von Arenberg war.
Am 1. Februar 1968 wurde die bis zu diesem Zeitpunkt selbständige Gemeinde Heyroth (mit seinerzeit 98 Einwohnern) nach Üxheim eingemeindet.

## Politik
Der Ortsteil Heyroth ist gemäß Hauptsatzung einer von vier Ortsbezirken der Ortsgemeinde Üxheim. Er wird politisch von einem Ortsbeirat sowie einem Ortsvorsteher vertreten.
Der Ortsbeirat von Heyroth besteht aus drei Mitgliedern, die bei der Kommunalwahl am 9. Juni 2024 in einer Mehrheitswahl gewählt wurden, und der ehrenamtlichen Ortsvorsteherin als Vorsitzender.
Simone Mauren wurde am 23. Juli 2024 Ortsvorsteherin von Heyroth. Bei der Direktwahl am 9. Juni 2024 war sie als einzige Bewerberin mit einem Stimmenanteil von 82,4 % für fünf Jahre gewählt worden.
Ihre Vorgängerin Brigitte Blum hatte das Amt seit 2014 inne. Blums Vorgänger Wolfgang Heinrichs hatte das Amt 20 Jahre ausgeübt.

## Verkehr
- Straßenverkehr

Die nächste Autobahn ist die A 1 mit der Ausfahrten Nr. 114 „Blankenheim“ im Norden und Nr. 118 „Gerolstein“ im Süden. Nach Fertigstellung des Lückenschlusses der A 1 in der Eifel wird die Autobahn nur wenige hundert Meter östlich von Heyroth verlaufen und die Ortschaft über die zukünftigen Anschlussstellen „Adenau“ und „Kelberg“ anbinden. Die Bundesstraße 410 verläuft einige Kilometer südlich.
Es gibt gelegentliche Busverbindungen in die umliegenden Orte.
- Schienenverkehr

Im nördlich gelegenen Niederehe, heute auch ein Ortsteil von Üxheim, befand sich ein Bahnhof an der schon seit Jahrzehnten stillgelegten (oberen) Ahrtalbahn.
In Jünkerath und Gerolstein befinden sich die nächstgelegenen Regional-Express-Bahnhöfe und Bonn Hauptbahnhof sowie Koblenz Hauptbahnhof sind Fernbahnhöfe mit IC/ICE-Verbindungen.
- Flugverkehr

Die nächstgelegenen Verkehrslandeplätze sind der Flugplatz Dahlemer Binz und der Flugplatz Bitburg; internationale Flughäfen sind der Flughafen Köln/Bonn und der Flughafen Luxemburg.

## Wirtschaft und Infrastruktur
Die Landwirtschaft spielt heute kaum noch eine Rolle. Eine touristische Infrastruktur ist praktisch nicht vorhanden.
Im Ort gibt es ein Bürgerhaus, einen Spielplatz, die Freiwillige Feuerwehr und weitere Vereine. Durch den Ort verläuft als markierter Wanderweg der Geo-Pfad Hillesheim.

## Baudenkmäler
Unter Denkmalschutz stehen:
- die katholische Filialkirche St. Antonius im Vulkanweg 9, ein dreiachsiger Saalbau von 1745 sowie
- ein Fachwerkhaus in der Antoniusstraße 3 aus dem Jahre 1659 mit dem zugehörigen Wirtschaftsgebäude aus Bruchsteinmauerwerk als Gesamtanlage.[15]